# Jung So-min
Kim Yoon-ji, thường được biết đến với nghệ danh Jung So-min (tiếng Hàn: 정소민), sinh ngày 16 tháng 3 năm 1989, là một diễn viên người Hàn Quốc. Cô tốt nghiệp Đại học Nghệ thuật Quốc gia Hàn Quốc (K-ARTS), có nền tảng múa ba lê từ nhỏ và học múa truyền thống Hàn Quốc khi lên trung học.
Jung So-min ra mắt với tư cách là diễn viên vào năm 2010 khi đảm nhận một vai phụ trong bộ phim truyền hình Gã Tồi (Bad Guy). Sau đó cô trở nên nổi tiếng khi có vai chính đầu tiên của mình, vai diễn Oh Ha-ni trong bộ phim truyền hình Nụ Hôn Tinh Nghịch (bản chuyển thể Hàn Quốc của Thơ Ngây) phát sóng trên đài MBC vào năm 2010.
Năm 2011, Jung So-min đã ngưng diễn xuất trong một khoảng thời gian để tập trung cho việc học tại trường Đại học.
Sau khi tốt nghiệp, Jung So-min hoạt động chăm chỉ và tham gia diễn xuất trong nhiều tác phẩm nổi bật như: Tiếng Gọi Con Tim, Cuộc Đời Đầu Tiên, Ánh Cười Chẳng Còn Vương Mắt Em, Người Bố Xa Lạ, Kỹ Sư Tâm Hồn, Hoàn Hồn.
Jung So-min được khen ngợi có ngoại hình trong sáng dịu dàng, phong cách nhẹ nhàng nữ tính, hình ảnh thân thiện và được lòng công chúng. Hơn mười năm hoạt động chăm chỉ, Jung So-min được đánh giá là diễn viên có năng lực, cô cũng liên tục trau dồi, cải thiện kỹ năng diễn xuất qua từng vai diễn.

## Đời tư
Ngày 1 tháng 1 năm 2018, công ty chủ quản của đôi bên đã lên tiếng xác nhận Jung So-min và bạn diễn Lee Joon (cựu thành viên MBLAQ) đã hẹn hò từ tháng 10 năm 2017. Cả hai đã trở nên thân thiết khi cùng tham gia diễn xuất trong bộ phim Người Bố Xa Lạ (My Father is Strange). Sau khi xác nhận, cặp đôi nhận được sự yêu mến và phản ứng tích cực từ phía công chúng.
Ngày 26 tháng 6 năm 2020, công ty chủ quản đôi bên lên tiếng xác nhận tin tức cặp đôi đã chia tay và quyết định giữ mối quan hệ tiền bối hậu bối, ủng hộ nhau trong công việc.

## Danh sách phim

### Phim truyền hình
| Năm  | Tên phim | Vai diễn                             | Kênh | Nguồn |
| ---- | --- | ------------------------------------ | ---- | ----- |
| 2010 | Gã Tồi Bad Guy (나쁜 남자)                                                                                    | Hong Mo-ne                           | SBS  | [ 1 ] |
| 2010 | Nụ Hôn Tinh Nghịch / Chinh Phục Thiên Tài (bản chuyển thể Hàn Quốc của Thơ Ngây) Playful Kiss (장난스런 키스) | Oh Ha-ni                             | MBC  | [ 1 ] |
| 2012 | Hậu Trường Vui Nhộn Standby (스탠바이)                                                                        | Jung So-min                          | MBC  | [ 1 ] |
| 2012 | Vị Ngọt Hôn Nhân / Chúng Ta Hãy Kết Hôn Can We Get Married? (우리가 결혼할 수 있을까?)                        | Jung Hye-yoon                        | JTBC | [ 1 ] |
| 2013 | Hoa Hậu Hàn Quốc Miss Korea (미스코리아)                                                                      | Nhân viên trạm xăng (Cameo, Ep. 20)  | MBC  | [ 1 ] |
| 2014 | Người Đàn Ông Vĩ Đại Big Man (빅맨)                                                                           | Kang Jin-ah                          | KBS2 | [ 1 ] |
| 2015 | Ranh Giới Mong Manh D-Day (디데이)                                                                            | Jung Ddol-mi                         | JTBC | [ 1 ] |
| 2016 | Tiếng Gọi Con Tim The Sound of Your Heart (마음의 소리)                                                       | Aebong / Choi Sangbong               | KBS2 | [ 1 ] |
| 2017 | Người Bố Xa Lạ / Con Ruột, Con Riêng My Father is Strange (아버지가 이상해)                                   | Byun Mi-young                        | KBS2 | [ 1 ] |
| 2017 | Cuộc Đời Đầu Tiên Because This Is My First Life (이번 생은 처음이라)                                          | Yoon Ji-ho                           | tvN  | [ 1 ] |
| 2018 | Thư Ký Kim Sao Thế? What’s Wrong with Secretary Kim? (김비서가 왜 그럴까)                                     | Mẹ của Mi-so lúc trẻ (Cameo, Ep. 10) | tvN  | [ 1 ] |
| 2018 | Ánh Cười Chẳng Còn Vương Mắt Em The Smile Has Left Your Eyes (하늘에서 내리는 일억개의 별)                    | Yoo Jin-kang                         | tvN  | [ 1 ] |

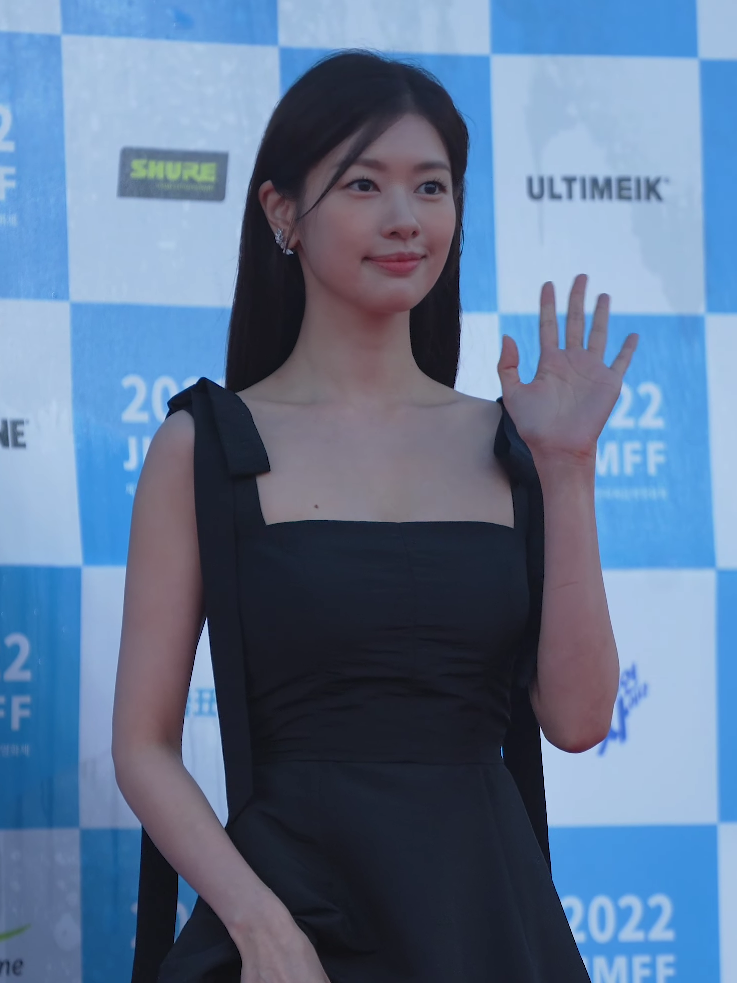
Jung So-min tại lễ JIMFF thứ 18 năm 2022

| 2019 | Viên Đá Bí Ẩn Abyss (어비스)                                                                                  | Alien (Cameo, Ep. 01)                | tvN  | [ 1 ] |
| 2019 | Bản Chất Của Lãng Mạn Be Melodramatic (멜로가 체질)                                                           | Seon-joo (Cameo, Ep. 16)             | JTBC | [ 1 ] |
| 2020 | Kĩ Sư Tâm Hồn Soul Mechanic / Fix You (영혼수선공)                                                            | Han Woo-joo                          | KBS2 | [ 1 ] |
| 2021 | Bạn Cùng Phòng Của Tôi Là Gumiho My Roommate is a Gumiho (간 떨어지는 동거)                                   | Seo-hwa (Cameo, Ep. 06–07)           | tvN  | [ 1 ] |
| 2021 | Trang Chủ Tạp Chí Hàng Tháng Monthly Magazine Home (월간 집)                                                  | Na Young-won                         | JTBC | [ 1 ] |
| 2022 | Hoàn Hồn Alchemy of Souls (환혼)                                                                              | Mu Deok / Naksu / Jin Bu-yeon        | tvN  | [ 1 ] |
| 2024 | Con Trai Bạn Mẹ Mom's Friend's Son (엄마친구아들)                                                             | Bae Seok-ryu                         | tvN  | [ 2 ] |

### Phim đặc biệt
| Năm  | Tên phim                                                  | Vai diễn       | Kênh      | Nguồn |
| ---- | --------------------------------------------------------- | -------------- | --------- | ----- |
| 2010 | Playful Kiss YouTube Special Edition                      | Oh Ha-ni       | Youtube   | [ 3 ] |
| 2013 | Came to Me and Became a Star (KBS Drama Special Season 4) | Ha-jin         | KBS World | [ 4 ] |
| 2016 | The Red Teacher (KBS Drama Special Season 7)              | Jang Soon-deok | KBS World | [ 5 ] |

### Phim điện ảnh
| Năm  | Tên phim                                                                                  | Vai diễn       | Nguồn |
| ---- | ----------------------------------------------------------------------------------------- | -------------- | ----- |
| 2009 | Bạn Xấu Worst Friends (최악의 친구들)                                                     | Mang           | [ 1 ] |
| 2011 | Frog (주연)                                                                               |                | [ 6 ] |
| 2015 | Tuổi 20 Twenty (스물)                                                                     | So-min         | [ 1 ] |
| 2015 | Chàng Trai Đến Từ Xứ Sở Thần Tiên Alice: Boy from Wonderland (앨리스: 원더랜드에서온소년) | Hye-jung       | [ 1 ] |
| 2017 | Con Là Bố, Bố Là Con Daddy You, Daughter Me (아빠는딸)                                    | Won Do-yeon    | [ 1 ] |
| 2018 | Giấc Ngủ Hoàng Kim Golden Slumber (골든 슬럼버)                                           | Yoo-mi (Cameo) | [ 1 ] |
| 2019 | Thiếu Gia Kỹ Phường Homme Fatale (기방도령)                                               | Hae-won        | [ 1 ] |
| 2022 | Dự Án Săn Sói Project Wolf Hunting (늑대사냥)                                             | Lee Da-yeon    | [ 1 ] |
| 2023 | Yêu Lại Vợ Ngầu Love Reset / 30 Days (30일)                                               | Hong Na-ra     | [ 1 ] |

## Nhạc kịch
| Năm  | Tên vở kịch         | Vai              | Nguồn       |
| ---- | ------------------- | ---------------- | ----------- |
| 2023 | Shakespeare in Love | Viola de Lesseps | [ 7 ] [ 8 ] |

## Chương trình đã tham gia

### Chương trình radio

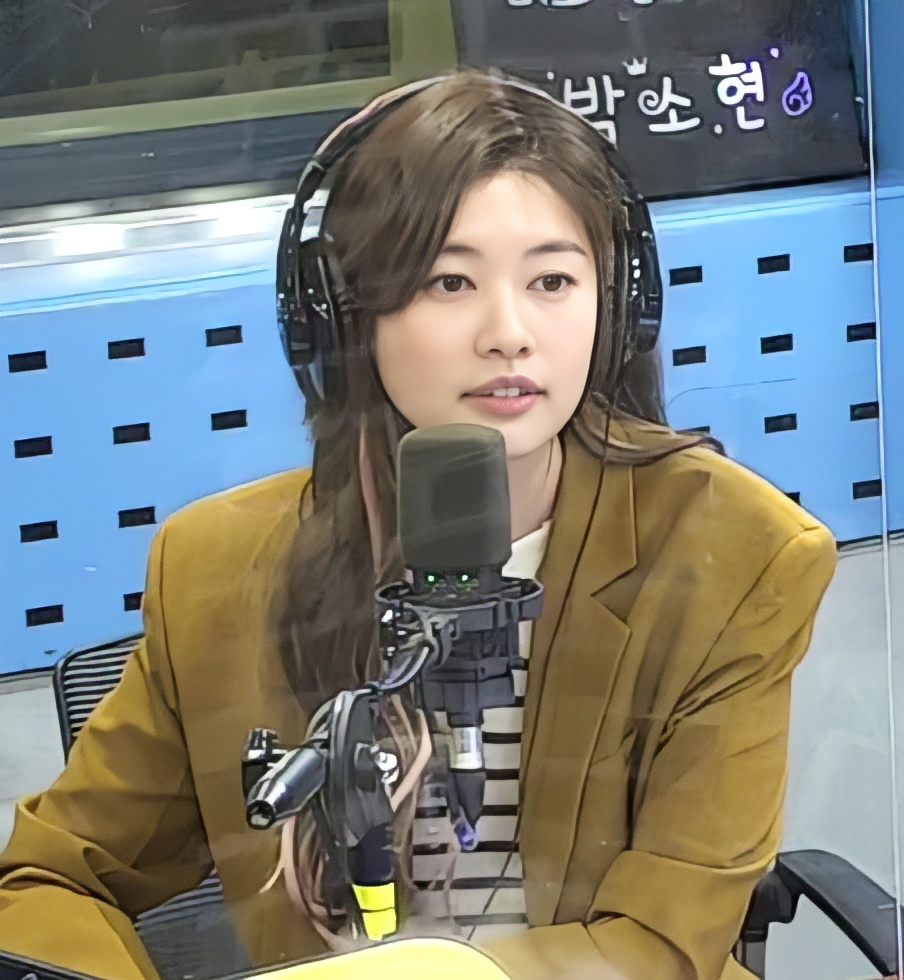
Jung So-min trên đài phát thanh SBS Power FM năm 2021

| Năm  | Tên chương trình             | Vai trò            | Kênh         | Nguồn  |
| ---- | ---------------------------- | ------------------ | ------------ | ------ |
| 2012 | Blue Night                   | Khách mời          | MBC FM4U     | [ 9 ]  |
| 2016 | Turn Up Jo Yoon-hee's Volume | Khách mời          | KBS Cool FM  | [ 9 ]  |
| 2018 | Lee Su-ji's Music Plaza      | Khách mời          | KBS Cool FM  | [ 9 ]  |
| 2018 | Cultwo Show                  | DJ đặc biệt        | SBS Power FM | [ 9 ]  |
| 2019 | Jung So-min's Young Street   | DJ                 | SBS Power FM | [ 10 ] |
| 2019 | Bae Seong-jae's Ten          | Khách mời          | SBS Power FM | [ 9 ]  |
| 2020 | Jung Eun-ji's Music Plaza    | Khách mời          | KBS Cool FM  | [ 9 ]  |
| 2020 | Kim Young-chul's Power FM    | Khách mời đặc biệt | SBS Power FM | [ 9 ]  |
| 2021 | Park So-hyun's Love Game     | Khách mời          | SBS Power FM | [ 9 ]  |

### Chương trình tạp kỹ
| Năm  | Tên chương trình               | Vai trò                         | Kênh    | Nguồn  |
| ---- | ------------------------------ | ------------------------------- | ------- | ------ |
| 2007 | Challenge! Golden Bell         | Người chơi                      | KBS1    | [ 9 ]  |
| 2011 | it City - Let's Play in Japan! | Thành viên tham gia (Ep. 09–10) | Olive   | [ 9 ]  |
| 2012 | Strong Heart                   | Khách mời (Ep. 125–126)         | SBS     | [ 9 ]  |
| 2015 | Running Man                    | Khách mời (Ep. 237)             | SBS     | [ 9 ]  |
| 2015 | Infinite Challenge             | Khách mời (Ep. 456)             | MBC     | [ 9 ]  |
| 2016 | Wednesday Food Talk            | Khách mời (Ep. 87)              | tvN     | [ 9 ]  |
| 2016 | Entertainment Weekly           | Khách mời (Ep. 1646)            | KBS1    | [ 9 ]  |
| 2017 | Life Bar                       | Khách mời (Ep. 39)              | tvN     | [ 9 ]  |
| 2017 | Abnormal Summit (Season 2)     | Khách mời (Ep. 144)             | JTBC    | [ 9 ]  |
| 2017 | Knowing Bros                   | Khách mời (Ep. 61)              | JTBC    | [ 9 ]  |
| 2017 | Candy In My Ear 2              | Khách mời (Ep. 01–02)           | tvN     | [ 9 ]  |
| 2017 | Happy Together (Season 3)      | Khách mời (Ep. 493)             | KBS2    | [ 9 ]  |
| 2019 | Let's Eat Dinner Together      | Khách mời (Ep. 132)             | JTBC    | [ 9 ]  |
| 2019 | Little Forest                  | Thành viên chính thức           | SBS     | [ 9 ]  |
| 2021 | The Book U Love                | Khách mời (Ep. 05)              | KBS2    | [ 11 ] |
| 2021 | My Little Old Boy              | Khách mời (Ep. 247)             | SBS     | [ 9 ]  |
| 2021 | Knowing Bros                   | Khách mời (Ep. 284)             | JTBC    | [ 9 ]  |
| 2022 | Amazing Saturday               | Khách mời (Ep. 216)             | tvN     | [ 9 ]  |
| 2023 | Running Man                    | Khách mời (Ep. 673)             | SBS     | [ 12 ] |
| 2023 | Amazing Saturday               | Khách mời (Ep. 283)             | tvN     | [ 12 ] |
| 2023 | The K-Star Next Door 3         | Khách mời (Ep. 24)              | Youtube | [ 13 ] |

## MV đã đóng
| Năm  | Tên bài hát                          | Nghệ sĩ    | Ghi chú                                                    |
| ---- | ------------------------------------ | ---------- | ---------------------------------------------------------- |
| 2008 | No Regrets (후회는 없어)             | Noblesse   | [ 14 ]                                                     |
| 2008 | I Had a Bad Day (그렇게 잘못했던 날) | OldFish3   | Đóng cùng Lee Je-hoon                                      |
| 2010 | TAKE                                 | Seo In-guk | Cover bản Hàn của Take On Me bởi A-ha; đóng cùng So Ji-sub |

## Bài hát đã trình bày
| Năm  | Tên bài hát               | Album                             | Ghi chú           |
| ---- | ------------------------- | --------------------------------- | ----------------- |
| 2017 | Because You Are Beside Me | Because This Is My First Life OST | [ 17 ] [ 18 ]     |
| 2018 | Star                      | The Smile Has Left Your Eyes OST  | Seo In-guk (duet) |

## Sách nói đã thu âm
| Tác giả                  | Tựa đề                                                                      | Ngày phát hành | Nhà xuất bản             | Ngôn ngữ  | Ghi chú                               |
| ------------------------ | --------------------------------------------------------------------------- | -------------- | ------------------------ | --------- | ------------------------------------- |
| MIRAL Welfare Foundation | 나만 몰랐던 이야기 3 (Tạm dịch: Câu Chuyện Chỉ Mình Tôi Không Biết, Phần 3) | 23/05/2022     | MIRAL Welfare Foundation | Tiếng Hàn | Thu âm cùng Shin Beom-sik, Jo Su-yeon |

## Giải thưởng và đề cử
| Năm  | Giải Thưởng                                  | Hạng Mục                                      | Tác phẩm                      | Kết quả |
| ---- | -------------------------------------------- | --------------------------------------------- | ----------------------------- | ------- |
| 2010 | 2nd Korea Jewelry Awards                     | Topaz Award                                   |                               | Thắng   |
| 2010 | 18th Korean Culture and Entertainment Awards | Best New Actress for TV                       | Bad Guy                       | Thắng   |
| 2010 | SBS Drama Awards                             | Best Supporting Actress – Drama               | Bad Guy                       | Đề cử   |
| 2010 | MBC Drama Awards                             | Best New Actress                              | Playful Kiss                  | Đề cử   |
| 2011 | 6th Asia Model Festival Awards               | New Star Award                                |                               | Thắng   |
| 2012 | MBC Entertainment Awards                     | Best Newcomer in a Comedy / Sitcom            | Standby                       | Thắng   |
| 2016 | KBS Entertainment Awards                     | Best Couple Award with Lee Kwang-soo          | The Sound of Your Heart       | Thắng   |
| 2016 | KBS Drama Awards                             | Best Actress in a One-Act/Special/Short Drama | Drama Special – Red Teacher   | Đề cử   |
| 2017 | 1st The Seoul Awards                         | Best Supporting Actress – Drama               | My Father is Strange          | Đề cử   |
| 2017 | KBS Drama Awards                             | Excellence Award, Actress in a Serial Drama   | My Father is Strange          | Đề cử   |
| 2017 | KBS Drama Awards                             | Netizen Award, Actress                        | My Father is Strange          | Đề cử   |
| 2018 | 13th Soompi Awards                           | Actress of the Year                           | Because This Is My First Life | Đề cử   |
| 2018 | 13th Soompi Awards                           | Best Couple Award with Lee Min-ki             | Because This Is My First Life | Đề cử   |
| 2019 | 14th Soompi Awards                           | Actress of the Year                           | The Smile Has Left Your Eyes  | Đề cử   |
| 2019 | 14th Soompi Awards                           | Best Couple Award with Seo In-guk             | The Smile Has Left Your Eyes  | Đề cử   |
| 2020 | KBS Drama Awards                             | Excellence Award, Actress in a Miniseries     | Soul Mechanic                 | Đề cử   |